# Edgefield (Engeland)
Edgefield is een civil parish in het bestuurlijke gebied North Norfolk, in het Engelse graafschap Norfolk met 385 inwoners.